# Sandy Island
Sandy Island (Île de Sable) – nieistniejąca wyspa rzekomo położona pomiędzy Australią a Nową Kaledonią na Morzu Koralowym. Wyspa zaznaczona jest na niektórych mapach (między innymi przez jakiś czas na Google Maps), oraz w niektórych wydaniach Times Atlas of the World (opisana jako Île de Sable).
O tym, że wyspa naprawdę nie istnieje, poinformowali po raz pierwszy uczestnicy wyprawy DX-pedition w kwietniu 2003. Brak wyspy potwierdzony został przez australijską wyprawę naukową na pokładzie RV „Southern Surveyor” w 2012. Australijscy naukowcy zauważyli pewne niezgodności pomiędzy różnymi mapami i udali się w rejon, w którym lokalizowano rzekomą wyspę. Stwierdzili, że głębokość oceanu w tym miejscu wynosi 1400 metrów.
Nie wiadomo, w jaki sposób nieistniejąca wyspa trafiła na mapy. Wiele publikacji kartograficznych zawiera umyślne błędy wprowadzone przez twórców tych map jako „pułapki” na inne wydawnictwa wykonujące nielegalne kopie, ale według służby Australian Hydrographic Service należącej do Royal Australian Navy w przypadku map morskich nie stosuje się tego typu praktyk.
Wyspa po raz pierwszy została naniesiona na mapę przez Jamesa Cooka około 1774 roku. Pierwotnie oznaczona była jako „Sandy I.” Później została udokumentowana przez statek wielorybniczy „Velocity” około 1876. Załoga statku zauważyła być może coś, co wydawało jej się przeszkodą nawigacyjną i zostało to naniesione na mapę, a w późniejszym czasie skopiowane z błędem jako wyspa. 